# The World Is Not Enough (canción)
«The World Is Not Enough» es la canción principal de la película homónima de James Bond (El mundo nunca es suficiente). La canción está interpretada por la banda estadounidense/escocesa Garbage y fue lanzada como sencillo en los últimos meses de la gira del disco Version 2.0.
La canción fue escrita por Don Black y David Arnold. El sencillo fue lanzado en noviembre de 1999, con la canción "Ice Bandits", de David Arnold, como lado B. En las listas de ventas tuvo una buena repercusión: #11 en Reino Unido, #4 en Lituania, #5 en Italia y Letonia, #7 en Finlandia y Noruega, #16 en Suiza y #23 en Israel.

## Clasificación en listas
| Lista (1999)              | Posición |
| ------------------------- | -------- |
| Italian Singles Chart     | 5        |
| Finnish Singles Chart     | 7        |
| Norwegian Singles Chart   | 7        |
| UK Singles Chart          | 11       |
| Swiss Singles Chart       | 16       |
| Irish Singles Chart       | 30       |
| EE. UU. ARC Weekly Top 40 | 31       |
| Austrian Singles Chart    | 40       |
| Swedish Singles Chart     | 54       |
| French Singles Chart      | 55       |